# Klematisbladstekel
Klematisbladstekel (Eurhadinoceraea ventralis) är en stekel som angriper några av klematisväxterna.
Det är främst de tidigare sorterna, som till exempel alpklematis (Clematis alpina), som angrips.